# شارلوت برونته
شارلوت برونته (به انگلیسی: Charlotte Brontë) (۲۱ آوریل ۱۸۱۶ – ۳۱ مارس ۱۸۵۵) در تورنتون، همپشر انگلستان، نویسنده و شاعر انگلیسی بود. او و دو خواهرش به نام‌های امیلی و آن نویسندگان شهیر انگلیسی هستند، که به خاطر عمر کوتاه‌شان نیز شهرت دارند. یکی از معروف‌ترین کتاب‌های وی رمان جین ایر است، که آن را با نام هنری کِرِر بل منتشر کرد.

## زندگی
شارلوت برونته فرزند سوم خانواده هشت نفره (پنج خواهر، یک برادر) کشیشی انگلیکان ایرلندی‌تبار به نام پاتریک برونته بود، که در آوریل ۱۸۱۶ در دهکده تورنتن در نزدیکی شهر بردفورد به دنیا آمد. نام مادر او ماریا برانوِل بود، که اختصاراً «نی» نامیده می‌شد. خانواده برونته در سال ۱۸۲۰ به دهکده هاوُرث در چند کیلومتری تورنتن، نقل مکان کردند، که یک سال پس از این نقل مکان مادر آن‌ها به دلیل بیماری سرطان درگذشت و وظیفه مراقبت از شش فرزند خانواده بر عهده خواهر مادرشان الیزابت برانوِل قرار گرفت.
در سال ۱۸۲۴ پدرشان پاتریک تصمیم گرفت که چهار دخترش یعنی ماریا، الیزابت (خواهران بزرگ‌تر شارلوت)، شارلوت و امیلی؛ به همراه برادرشان پاتریک را برای فراگیری دروس دینی و اخلاقی مسیحی به کلیسای در شهر کاوِن بریج واقع در استان لانکاشر بفرستد. تنها چند ماه پس از اقامت دائم آنان در مدرسه، ماریا و الیزابت به دلیل شرایط نامساعد مدرسه دچار بیماری سل شدند و در ژوئن ۱۸۲۵ جان خود را از دست دادند که بلافاصله شارلوت به همراه خواهر و برادر کوچکترش (امیلی و پاتریک) به خانه بازگشتند. شارلوت برونته از فضای غم‌بار و شرایط نامساعد این مدرسه الهام گرفت و بعدها یتیم‌خانه‌ای با همین فضا را در رمان معروفش، جین ایر، خلق کرد. پس از بازگشت به خانه او از دو خواهر کوچک‌تر و برادرش مراقبت کرد و در همین دوران به همراه آن‌ها مبادرت به خلق واژگان خیالی و دنیای خیالی کرد. او به همراه برادرش با استفاده از سبک نگارشی لرد بایرون دنیای خیالی به نام آنگریا را خلق کردند و در مقابل دو خواهر دیگرش (امیلی و آن) سرزمینی خیالی به نام گوندال را آفریدند، سرزمینی واقع در شمال اقیانوس آرام که شامل چهار پادشاهی به نام‌های گوندال، آنگورا، اگزینا و آلکونا بود.
در ‎۱۸۳۱ – ۱۸۳۲ شارلوت برای ادامه تحصیل به مدرسه روهِد واقع در میرفیلد رفت، که در آنجا با دو نفر به نام الن نزی و ماری تایلر آشنا شد، که بعدها تبدیل به دو تن از بهترین دوستان او شدند. اِلن نزی بعدها تبدیل به دستیار و خبرنگار او در امر نگاشتن رمان‌ها شد.
شارلوت برونته پس از دانش‌آموختگی در میان سال‌های ‎۱۸۳۵ – ۱۸۳۸ به عنوان معلم در این مدرسه مشغول به کار شد، ولی کاملاً از این کار ناراضی بود و عدم رضایت از شغل و شرایط زندگیش در نوشتن او تأثیر گذاشت، به نحوی که در این دوران مبادرت به نوشتن و سرودن اشعاری کرد که رگه‌های از سوگ‌زدگی و مالیخولیایی در آن‌ها نمودار بود. او در این دوران رمانی کوتاه تحت عنوان کوتوله سبز را به رشته نحریر درآورد. در سال ۱۸۳۹ برونته به عنوان معلم خصوصی در خانواده‌های قشر متوسط و بعضاً متمول منطقه یورکشر به امر تعلیم مشغول شد و تا اواخر سال ۱۸۴۱ این فعالیت را ادامه داد. در همین دوران ایده نگاشتن رمان جین ایر به ذهن او خطور کرد.
شارلوت چند ماه پس از کنار گذاشتن این حرفه به همراه خواهرش امیلی به بروکسل رفتند و در آنجا او به تدریس زبان انگلیسی و خواهرش به تعلیم موسیقی در مدرسه کنستانین هگر مشغول شدند. در سال ۱۸۴۶ سه خواهر برونته تحت نام هنری کِرِر، الیس (نام هنری امیلی) و اکتون (نام هنری آن) با سرمایه شخصی (و البته حمایت مالی مری ریچاردسن) مبادرت به نشر دفتر اشعار خود کردند. در همین دوران شارلوت با کشیشی به نام آرتور بل نیکولاس از دوستان نزدیک برادرش، آشنا شد. یک سال پس از این آشنایی او رمان معروف خود یعنی جین ایر را منتشر کرد. در طی چند سال آینده علاقه‌مندی آرتور بل به او بیشتر شد و در سال ۱۸۵۲ از او تقاضای ازدواج کرد که این درخواست با مخالفت شدید پدر شارلوت، رد شد اما در طی دو سال و دلبستگی شدید شارلوت به آرتور بل، پدرش با این وصلت موافقت کرد که در ۲۹ ژوئن ۱۸۵۵ آن دو با همدیگر ازدواج کردند.

### مرگ
شارلوت برونته اندکی پس از ازدواج باردار شد، اما در زمستان سال ۱۸۵۵ ناگهان دچار بیماری و ضعف بدنی شد که بیماری او با بروز علائمی مانند بالا آوردن، سردرد و کاهش وزن ناگهانی توسط پزشک معالج ،تیفوس تشخیص داده شد. معالجه این بیماری افاقه نکرد و وی در ۳۱ مارس ۱۸۵۵ (تنها چند ماه پس از ازدواجش و چند هفته پیش از تولد سی‌ونه سالگیش) با کودکی درون شکمش درگذشت. گمان می‌رود که عفونت این باکتری از تابیث آکریود (پیش‌خدمت پیر خانهٔ او) به شارلوت سرایت کرده‌است، زیرا او نیز مدتی کوتاه پس از مرگ شارلوت، درگذشت. این نویسنده تأثیرگذارِ ادبیات کلاسیک، در مقبره خانوادگی‌شان در کلیسای سنت مایکل واقع در دهکده هاورث، در چند کیلومتری زادگاه‌اش تورنتن به خاک سپرده شد.

## جین ایر
این رمان یکی از مهم‌ترین و تأثیرگذارترین آثار ادبی جهان به‌شمار می‌رود. این رمان در ۱۸۴۷ و در لندن تحت نام مستعار کرر بل منتشر شد. ژانر این رمان همانند ژانر دیگر رمان‌های هم‌عصر خود رمان تربیتی است. نویسنده در این نوع رمان با تمرکز بر روی شخصیت اصلی داستان، روند زندگی قهرمانش را از دوران کودکی تا زمان بالغ شدن فکری و جسمی به رشته تحریر درمی‌آورد. شیوه روایت جین ایر، اول شخص است. این رمان انقلابی را در نوشتن داستان ایجاد کرد و به نوعی شارلوت برونته نخستین کسی بود که ایده خود هشیاری شخصی را در ادبیات مطرح کرد که پس از او نویسندگان شهیری همانند جیمز جویس و مارسل پروست ایده نهفته در این رمان را پی گرفتند. این رمان با محوریت قرار دادن مسائل اخلاقی دین مسیحیت، بسیاری از مسائل اجتماعی همانند تبعیض طبقاتی و میل جنسی را مطرح می‌کند. همچنین این رمان یکی از آثار موفق در معرفی و شناساندن مفهوم فمینیسم به‌شمار می‌رود.
این رمان نخستین بار در سال ۱۳۲۹ خورشیدی توسط مسعود برزین تحت عنوان جن ئر ترجمه و تخلیص شد. این اثر توسط نُه مترجم دیگر نیز به زبان فارسی برگردانده شده‌است

## آثار

### رمان
- جین ایر: (۱۸۴۷)
- شرلی: (۱۸۴۹)
- ویلِت: (۱۸۵۳)
- پروفسور: (۱۸۵۷) این رمان دو سال پس از مرگ شارلوت برونته منتشر شد، حال آنکه او این رمان را پیش از جین ایر نگاشته بود که هم‌زمان با این رمان، خواهرانش رمان‌های بلندی‌های بادگیر (امیلی برونته) و اگنس گری (آن برونته) را منتشر کردند.
- اِما: (۱۸۶۰) رمانی ناتمام که تنها بیست صفحه از آن را توانست بنویسد که پنج سال پس از مرگش توسط انتشارات منتشر شد.

### شعر
- سروده‌های کرر، الیس و اکتون بل: (۱۸۴۶) مجموعه این دفتر شعر را سه خواهر برونته با کمک مری ریچاردسن و هزینه شخصی خود و با نام‌های هنری خود در لندن منتشر کردند.
- گلچین اشعار برونته،: (۱۹۹۷) منتشر شده توسط انتشارات Everyman Poetry

## نگارخانه

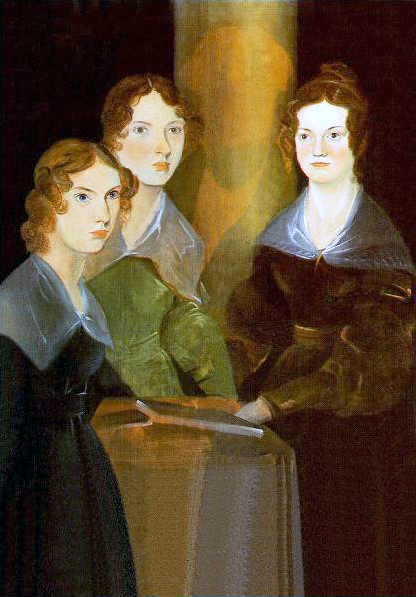
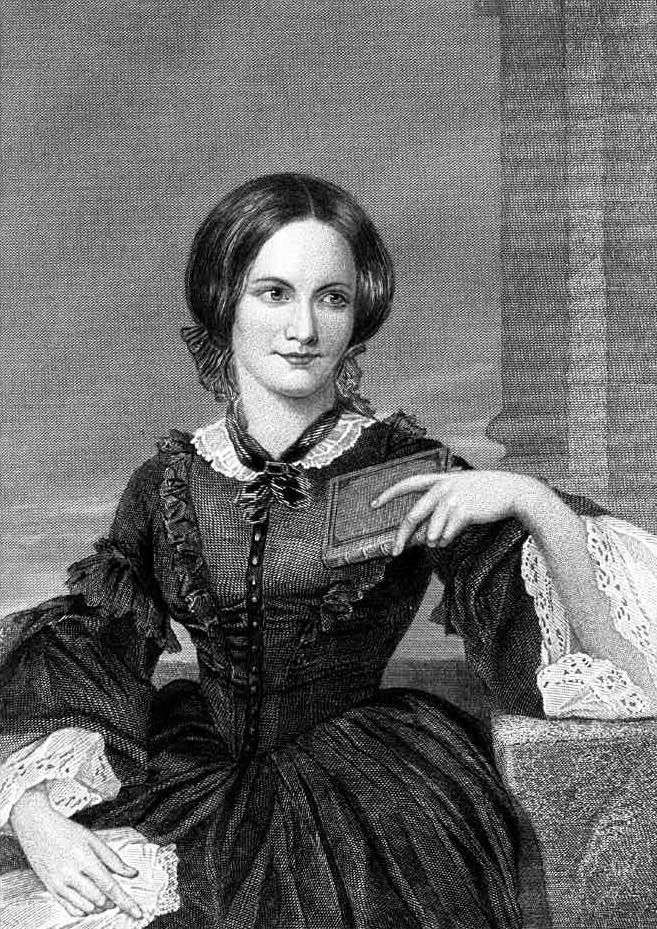
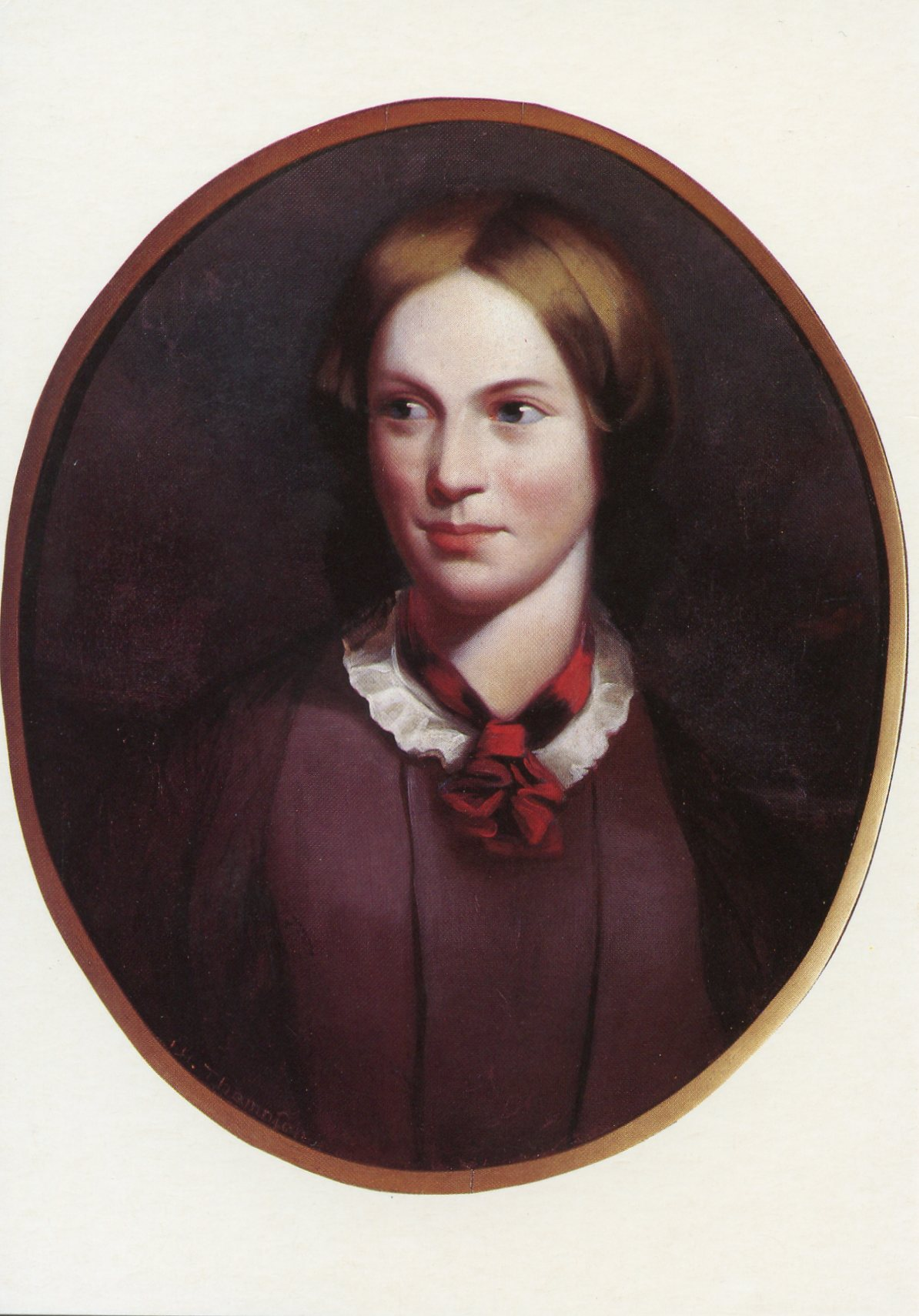